# Asura furcata
Asura furcata är en fjärilsart som beskrevs av Gottfried Christian Reich 1936. Asura furcata ingår i släktet Asura och familjen björnspinnare. Inga underarter finns listade i Catalogue of Life.